# 경농
경농(Kyung Nong Co., Ltd.)은 농작물 제초제, 농약, 정밀화학을 만드는 회사로 동오그룹의 계열사이다.

## 연혁
- 2020. 09 이용진 사장 취임
- 2017. 07 창사 60주년 기념식
- 2017. 03 이천R&D 준공
- 2016. 04 이승연 사장 취임
- 2016. 04 나주미래농업센터 개관
- 2015. 07 서초동 신사옥 준공
- 2015. 02 조비 경농 장학재단 10기 장학생 선발 (14명)
- 2015. 07 신규 CI선포 및 변경
- 2014. 04 김제미래농업센터 개관
- 2013. 11 농촌사회공헌기업 선정
- 2011. 03 기획재정부장관 표창 수상 (성실한 납세의무 이행)
- 2010. 11 은탑산업훈장 수상 (신기술실용화)
- 2010. 09 국무총리단체표창수상
- 2010. 02 조비 경농 장학재단 5기 장학생 선발 (14명)
- 2009. 07 First! 2015 비전 및 나눔경영 선포
- 2009. 03 대구공장에 친환경 태양열 시스템 설치
- 2007. 02 조비 경농 장학재단 2기 장학생 선발 (14명)
- 2006. 09 대통령 표창 (농림기술개발)
- 2006. 02 조비 경농 장학재단 1기 장학생 선발 (12명)
- 2004. 12 조비 경농 장학재단 설립
- 2004. 03 일본의 선-아그로 社의 고활성 중성비료 치요다(千代田) 판매계약제휴
- 2002. 10 ISO 14001 OHSAS 18001 인증 취득
- 2001. 11 경영혁신대상 우수상 수상 (한국능률협회)
- 1999. 11 경영혁신대상 우수상 수상 (한국능률협회)
- 1998. 11 대통령 표창 (농업경쟁력 강화)
- 1996. 12 대구공장 신축 이전 (성서공단)
- 1992. 06 대구 성서 제2공장 준공
- 1992. 03 이병만 대표이사 취임
- 1989. 03 대구 품질관리연구소 설립
- 1988. 04 응애약 사란 출시 (미국 쉐링과 기술제휴)
- 1987. 12 품질관리 우수업체 선정
- 1987. 09 중앙연구소 설립
- 1987. 05 논잡초약 론스타(유제12호) 출시 (프랑스 롱프랑 아그로시미과 기술제휴, 한국삼공과 제품공급원)
- 1987. 03 탄저병약 트리탈엠 출시 (미국 엘랑코과 기술제휴)
- 1986. 03 논잡초약 바로매(입제30호) 출시
- 1986. 01 동탑산업훈장 수상
- 1985. 03 원예용 살균제 데시스 출시 (프랑스 룻셀우클라프과 기술제휴)
- 1984. 12 품질관리 우수업체 선정
- 1984. 11 대통령 표창 (새마을 사업 기여)
- 1982. 11 주식회사 경농 상호변경
- 1982. 06 도열병약 키타진(입제1호) 출시 (동오화학과 원료공급)
- 1978. 12 농수산부장관 표창 (식량증산 경제발전 기여)
- 1978. 04 하영석 대표이사 취임
- 1978. 03 서울시 중구 을지로 6가 18-17 본사이전
- 1977. 06 기업공개, 주식상장 (자본금 625백만원)
- 1976. 05 김덕엽 대표이사 취임
- 1972. 09 국내 최초 수도용 제초제 원제합성 성공
- 1972. 02 미국 롬앤하스사와 합작 한미유기화학공업(주) 설립
- 1968. 05 서울시 소공동 65-1 본사이전
- 1965. 05 경북농약공업(주) 상호변경
- 1964. 12 국내 최초로 입제공장 준공
- 1964. 04 대구시 북구 침산동 123 본사이전
- 1957. 07 경북농약공사 설립

## 사업장 현황
공장
- 대구공장 : 대구광역시 달서구 달서대로58길 15 성서산업단지 (경농대구공장)
- 이천공장 : 경기도 이천시 설성면 진상미로 512 (경농이천공장)

연구소
- 이천R&D센터 : 경기도 이천시 부발읍 매양로 402
- 경주중앙연구소 : 경상북도 경주시 숲머리길 34-14